# Храм Николая Чудотворца на Глинках
Храм во имя святителя Николая Чудотворца на Глинках — архиерейское подворье Вологодской епархии. Главный престол освящён в честь Святителя Николая Чудотворца. Храм расположен в центральной части города Вологды, на пересечении улиц Предтеченской и Мира.

## История
Точная дата постройки храма неизвестна. Скорее всего, это конец XV — середина XVI века. Первоначально церковь называлась Флоро-Лавра — в честь святых Флоры (в просторечии Фрола) и Лавры, а район к северу от церкви назывался Фроловка.
С 1618 по 1639 гг. в докладных книгах церквей Вологды она постоянно называлась Флоро-Лаврскою, хотя в это время при ней существовал престол во имя св. Николая Чудотворца. Но с 1640 года во всех архивных документах она называется уже Николаевской. Церковь Николая на Глинке расположена в центральной части Вологды, на пересечении улиц Предтеченская и Мира. По историческим данным, каменная церковь была построена в 1676 году. До строительства каменной церкви в этом месте были две деревянные церкви: Мч. Флора и Лавра и Николаев — Глинковская. Храм получил название «Глинковская» из-за толстого слоя глины, образованного при раскопках реки Золотухи. Церковь несколько раз перестраивалась: её форма, размеры окон менялись, один из пяти куполов остался в 1770 году. В 1862 году шатровая колокольня была заменена новой остроконечной колокольней.
Прихожане очень любили и украшали храм. В церкви было три престола: вверху — в честь Дня Всех Святых, внизу — в честь святых мучеников Флоры и Лавра и в честь святителя Николая Чудотворца. Иконам храма поклонялись как чудотворным. В храме был образ Свт. Николая Мирликийского Чудотворца очень древнего письма, круглый, украшенный серебряною золочёною ризою. По нижнему краю ризы вычеканена надпись: «Великий Николае Чудотворец в лето 6621 (1113) в Великом Нове — Граде явился великому князю Георгию, рекомому Мстиславу, расслабленному, повелевая ему ради исцеления болезни взять в Киеве икону образа своего круглую, еже и меру ему показа, пред нею же в Киеве отроча утопшее обретеся живо; посланные же от князя из Великого Нова — Града обретоша икону саму по реце плывущу и привезоша ко князю, он же знаменовася ею, абие здрав бысть».
В конце XVIII века, когда по указу Екатерины II был введён запрет на осуществление захоронений на территории городских приходских храмов, в районе Никольской церкви были выделены земли под Глинковское кладбище. Однако оно просуществовало недолго. По причине близости погоста к жилым домам городские власти решили основать новое Богородское кладбище.

### Послереволюционная
В 1922 году настоятель храма Симеон (Видякин) был арестован. Революционным трибуналом Вологды 14 апреля Симеон был приговорён к двум годам принудительных работ с лишением избирательного права.
В 1937 году его обвинили в организации монархического заговора и казнили. В 2000 году он был канонизирован.
Храм был закрыт 7 декабря 1929 года под предлогом необходимости организовать внутри дом пионеров детей железнодорожников.
11 февраля 1930 года газета «Красный Север» опубликовала репортаж о снятии колоколов с 12 церквей в Вологде, в том числе Никольской Глинковской церкви. В том же году комиссия из представителей профсоюзов и общественности города выступила за снос здания бывшей Николо-Глинковской церкви.

### Современная
16 февраля 1995 года решением Вологодской городской думы храм Святителя Николая на Глинках возвращён Вологодскому епархиальному управлению. Одним из инициаторов возвращения храма верующим стал тогдашний главный врач психиатрической больницы Александр Куцентов. Вновь обретённый храм освятили и приписали к Рождество-Богородицкому кафедральному собору. Позднее он стал самостоятельной приходской церковью.
С 1996 года прихожане церкви проводили ремонтные работы за счёт благотворителей.
В июле 1997 года была восстановлена главка четверика.
24 марта 2011 года колокольня была украшена стрелой с небольшим крестом.
При храме действует воскресная школа, открытая в 1998 году.

## Духовенство
- Настоятель храма — Иерей Евгений Сизиков
- Протоиерей Игорь Шаршаков
- Иерей Игорь Шипицын
- Иерей Олег Лебедев[5]